# Gertrud Rasks Kirke
Gertrud Rasks Kirke er en hvid, lutheransk betonkirke i Julianehåb, Sydgrønlands største by.

## Historie
Efter en stigende befolkningsvækst i Julianehåb kunne Vor Frelser Kirke ikke længere tjene byens menighed, og den danske kirke besluttede derfor, at opføre en ny kirke. Kirken blev bygget fra maj 1972 til juli 1973 og indviet den 8. juli 1973. Kirken er opkaldt efter Gjertrud Rasch, missionæren Hans Egedes hustru.

## Opførelse og indre
Kirken blev tegnet af arkitekten Ole Nielsen, Lyngby, og er opført i ren beton og har også et betonalter. Motivet på altertavlen er baseret på den Sydgrønlandske flora.
Kirkens orgel er et 10-stemmers Frobenius-orgel fra 1973.

## References
1. ↑  Hans Blomhøj. "1969". Hentet 6. april 2011.
2. ↑  ArkArk. "Gertrud Rasks Kirke". Arkiveret fra originalen 18. april 2016. Hentet 6. april 2011.
3. ↑  Randall Harlow. "Pipe Organs of Greenland". Arkiveret fra originalen 10. januar 2011. Hentet 6. april 2011. (engelsk)

60°43′09″N 46°02′14″V / 60.7191°N 46.03721°V